# NK Mladost Lapovci
NK Mladost je nogometni klub iz Lapovaca u općini Trnavi nedaleko Đakova u Osječko-baranjskoj županiji.
NK Mladost je član Nogometnog središta Đakova te Nogometnog saveza Osječko-baranjske županije. U klubu treniraju trenutačno samo seniori i natječu se u 3. ŽNL Osječko-baranjska Liga NS Đakovo.

## Povijest
Klub je osnovan 1979. 1986. klub nije nastupao, da bi bio reaktiviran 1987. Od 1988. klub je u stanju mirovanja. 22. siječnja 2000. na inicijativu Vinka Grigića, koji postaje i predsjednik, održana je osnivačka Skupština kluba i klub se od te godine kontinuirano natječe u nogometnim ligama.

## Vanjske poveznice
- https://comet.hns-cff.hr/